# Aartsbisdom Ranchi
Het aartsbisdom Ranchi (Latijn: Archidioecesis Ranchiensis) is een rooms-katholiek aartsbisdom met als zetel Ranchi, in India. De aartsbisschop van Ranchi is metropoliet van de kerkprovincie Ranchi, waartoe ook de volgende suffragane bisdommen behoren:
- Daltonganj
- Dumka
- Gumla
- Hazaribag
- Jamshedpur
- Khunti
- Port Blair
- Simdega

## Geschiedenis
Het aartsbisdom werd opgericht op 25 mei 1927, als het bisdom Ranchi, uit delen van het aartsbisdom Calcutta, en was suffragaan aan het aartsbisdom Calcutta. Op 19 september 1953 werd het verheven tot metropolitaan aartsbisdom. 

## Parochies
Het aartsbisdom had in 2022 een oppervlakte van 5.299 km2 en telde 3.703.427 inwoners waarvan 4,8% rooms-katholiek was.

## Ordinarii

### Bisschoppen
- Louis Van Hoeck (15 februari 1928 - 30 april 1933)
- Oscar Sevrin (9 april 1934 - 13 december 1951)

### Aartsbisschoppen
- Niclas Kujur (13 december 1951 - 25 juli 1960)
- Pius Kerketta (7 maart 1961 - 7 augustus 1985)
- Telesphore Placidus Toppo (7 augustus 1985 - 24 juni 2018; coadjutor sinds 8 november 1984; kardinaal in 2003)
  - Vincent Barwa (hulpbisschop: 29 september 2004 - 11 februari 2008)
  - Binay Kandulna (hulpbisschop: 10 februari 2009 - 30 november 2012)
  - Telesphore Bilung (hulpbisschop: 6 mei 2014 - 1 november 2021)
  - Theodore Mascarenhas (hulpbisschop: 9 juli 2014 - 30 november 2023)
- Felix Toppo (24 juni 2018 - 30 december 2023)
- Vincent Aind (30 december 2023 - heden)

## Galerij van afbeeldingen

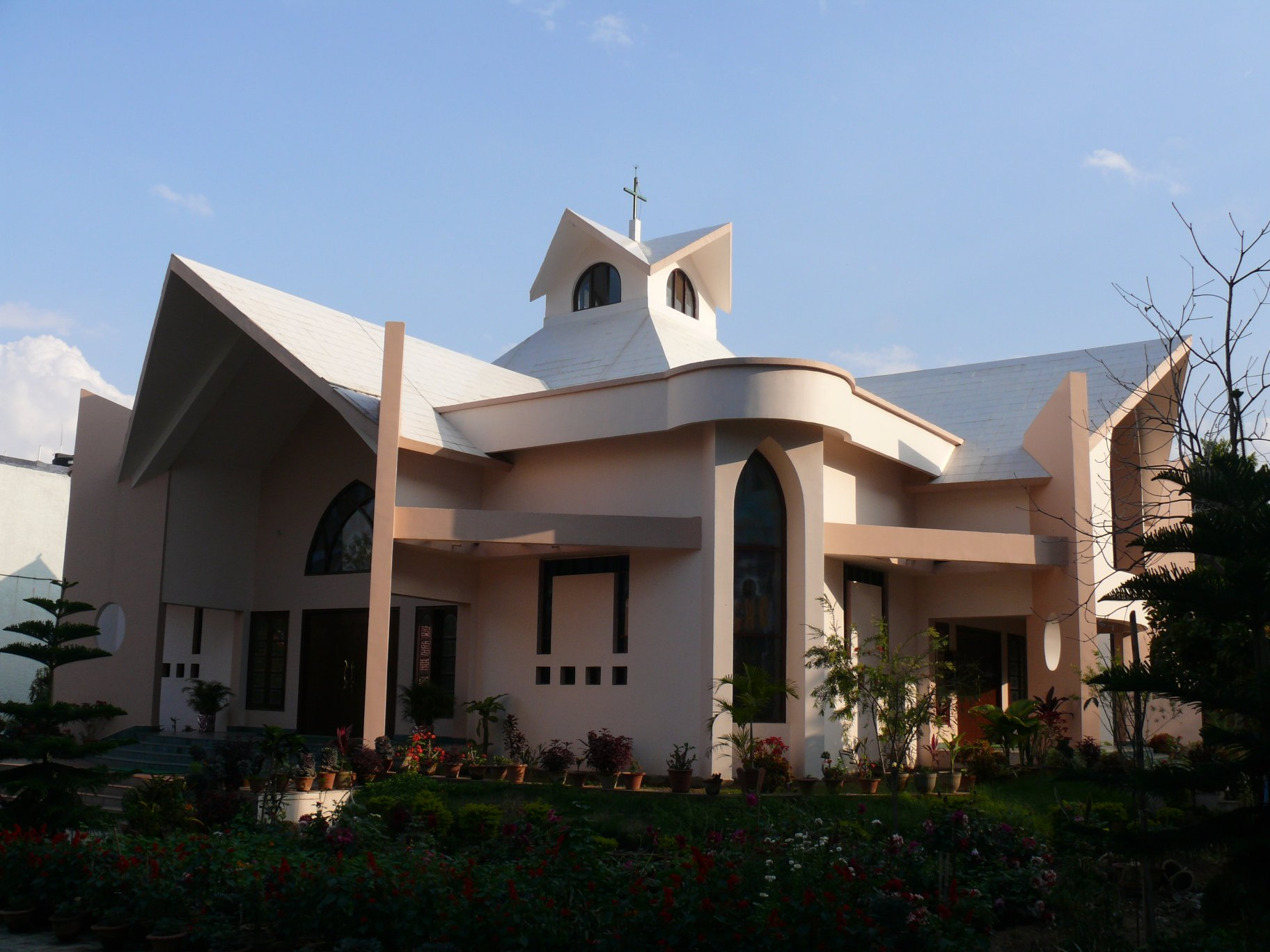
Saint François Xavier-kerk in Ranchi
Aartsbisschop Vincent Aind (2023-heden)
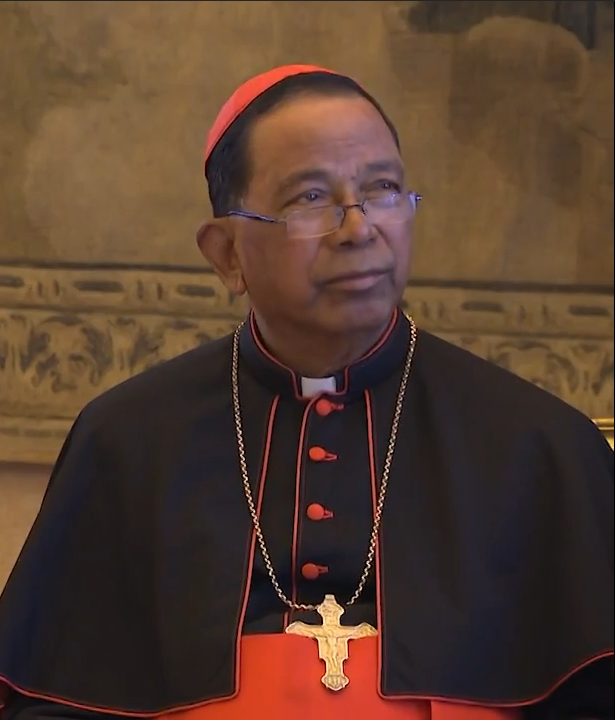
Aartsbisschop Telesphore Placidus Toppo (1985-2018)
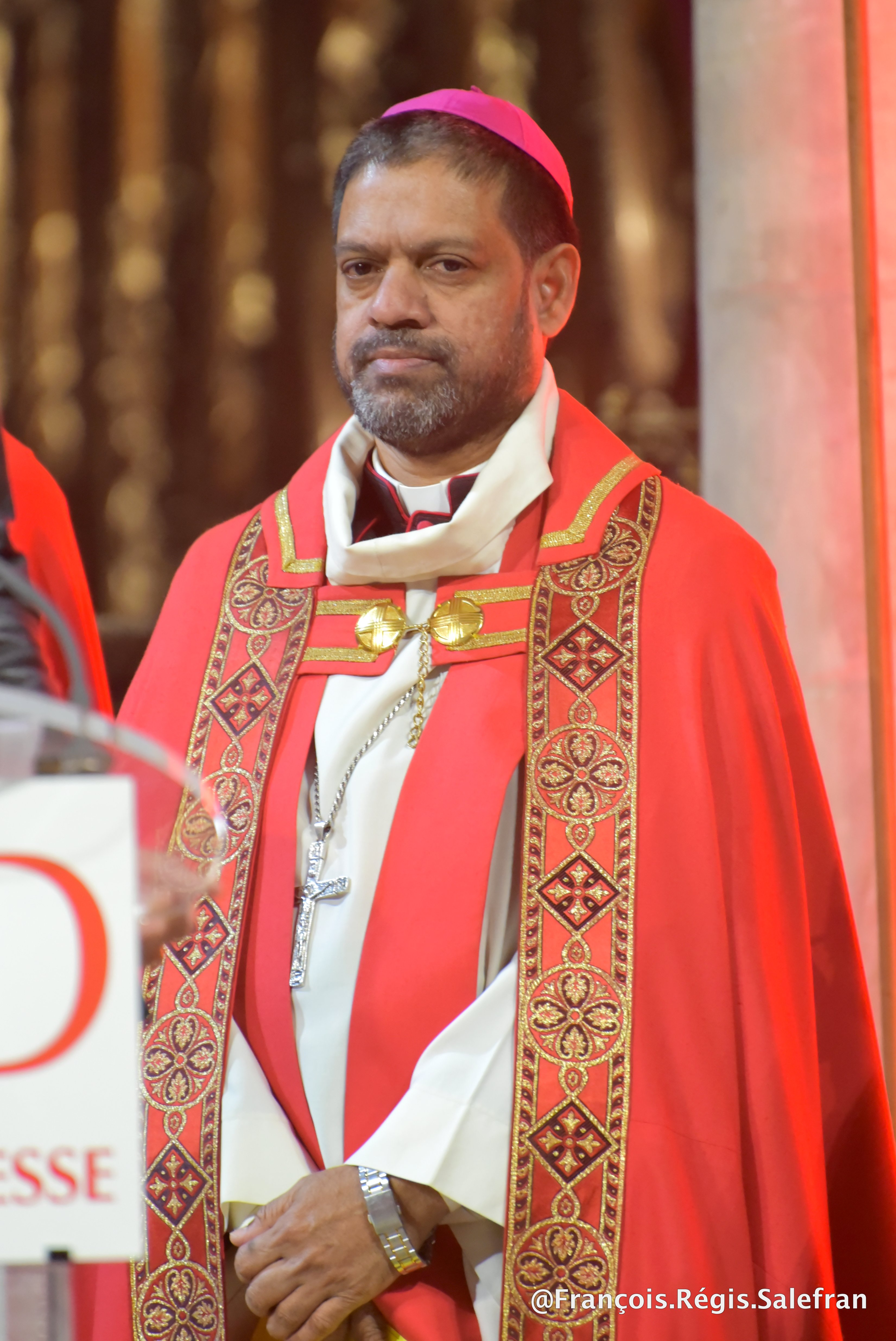
Hulpbisschop Theodore Mascarenhas (2014-2023)

Ranchi (aartsbisdom) · Daltonganj · Dumka · Gumla · Hazaribag · Jamshedpur · Khunti · Port Blair · Simdega